# Shades of Cool
Shades of Cool (englisch für ‚Schattierungen von Kühle‘ im Sinne von „Gelassenheit“ oder „Teilnahmslosigkeit“) ist ein Lied der US-amerikanischen Popsängerin Lana Del Rey. Das Stück ist die zweite Singleauskopplung aus ihrem dritten Studioalbum Ultraviolence.

## Entstehung und Veröffentlichung
Produziert wurde Shades of Cool von Dan Auerbach, der auch an der E-Gitarre zu hören ist. Das Arrangement sowie Programmierung des Drumcomputers übernahm Collin Dupuis. Gemastert wurde die Aufnahme von Metropolis Mastering in London und gemischt in den Hot Rocks Studios. Das Lied wurde unter den Musiklabels Interscope Records, Polydor und Vertigo/Capitol veröffentlicht und durch EMI Music Publishing vertrieben. Am 26. Mai 2014 wurde das Lied als Download-Single ausgekoppelt. Das zugehörige schwarz-weiße Coverbild zeigt Del Reys Oberkörper vor einer Reihe von Bäumen. Es wurde von dem US-amerikanischen Fotografen Neil Krug geschossen.

## Inhalt
Musik und der Text zu Shades of Cool wurden gemeinsam von Lana Del Rey und Rick Nowels verfasst. Der in englischer Sprache verfasste Text behandelt eine nicht erwiderte Liebe. Die Komposition ist in der Tonart d-Moll gehalten und zählt 46 Schläge pro Minute. Del Reys Stimmlage spannt sich von A3 bis B5. Der Poptitel nimmt starke Anleihen bei Easy Listening und Surf.
| “But you are unfixable. I can’t break through your world, ’cause you live in shades of cool. Your heart is unbreakable.” – Refrain, Originalauszug | „Doch du bist nicht zu reparieren. Ich kann nicht in deine Welt einbrechen, denn du lebst in Teilnahmslosigkeit. Dein Herz ist unzerbrechlich.“ – Refrain, Übersetzung |

## Musikvideo
Shades of Cool wurde im Mai 2014 in Los Angeles gedreht und feierte seine Premiere am 17. Juni 2014 auf der Videoplattform YouTube. Bereits drei Tage zuvor präsentierte Del Rey einen Teaser bei Instagram. Wie schon im vorangegangenen Musikvideo zu West Coast ist neben Del Rey erneut der Tätowierer Mark Mahoney im Video zu sehen. Die Gesamtlänge des Videos beträgt 4:26 Minuten. Regie führte Jake Nava. Bis Februar 2025 zählte das Video über 114,8 Millionen Aufrufe bei YouTube.
Das Video beginnt mit Mahoney der in die Kamera schaut, bevor er mit einem Auto durch die Straßen LAs fährt. Es folgt ein Blick auf die Skyline während das Bild verblasst und Del Rey zu sehen ist. Es folgen abwechselnde Ausschnitte Del Reys und Mahoneys. In der zweiten Strophe läuft Del Rey durch die Straßen LAs und beobachtet Mahoney der in sein Auto einsteigt. Dieser beachtet sie nicht weiter und fährt davon. In der nächsten Szene sitzt er vor einem Schwimmbecken, während Del Rey im Hintergrund vorbeischwimmt. Danach tanzt sie im Wohnzimmer vor ihm, während er ein Getränk zu sich nimmt. Daraufhin isst Del Rey eine Erdbeere, nimmt einen Drink und raucht im Pool. In einer weiteren Szene umarmen sich beide neckisch und tanzen zusammen. Gegen Ende verlässt Del Rey das Schwimmbecken mit einer Anspielung an Marilyn Monroe in Something’s Got to Give. Das Video endet mit Mahoney, der nach einer langen innigen Umarmung eine fröhliche Del Rey zu Boden wirft.

## Mitwirkende
| Liedproduktion - Dan Auerbach: E-Gitarre, Musikproduzent - John Davis: Mastering - Lana Del Rey: Gesang, Komponist, Textdichter - Collin Dupuis: Arrangement, Programmierung (Schlagzeug) - Seth Kaufman: Omnichord - Leon Michaels: Mellotron - Nick Movshon: E-Bass - Rick Nowels: Komponist, Textdichter - Robert Orton: Abmischung - Russ Pahl: E-Gitarre - Kenny Vaughan: E-Gitarre - Max Weissenfeldt: Schlagzeug | Unternehmen - EMI Music Publishing: Vertrieb - Hot Rocks Studios: Abmischung - Interscope Records: Musiklabel - Metropolis Mastering: Mastering - Polydor: Musiklabel - Vertigo/Capitol: Musiklabel Artwork - Neil Krug: Fotograf (Cover) - Mark Mahoney: Schauspieler (Musikvideo) - Mat Maitland: Artwork (Cover) - Jake Nava: Regisseur (Musikvideo) |

## Rezensionen
Consequence of Sound beschrieb die Komposition als „langsame und etwas düstere Ballade, spürbar durch nachhallende Gitarren, der schmächtigen Atmosphäre und Del Reys Gesang, der zwischen gedämpften Flüstern und ephemeren Jammern schwankt“. Das Billboard-Magazin nannte das Stück eine „schwungvolle, atmosphärische Ballade, die einen Kontrast zum poporientierten Vorgänger West Coast darstellt“. Calyn Ganz vom Rolling Stone schrieb, dass Shades of Cool perfekt zu einem von Quentin Tarantino gedrehten James-Bond-Film passen würde.
John Wigler von MTV nannte das Lied „50 Shades of Great“ in Anlehnung an das Buch Shades of Grey. Chris Coplan von Consequence of Sound schätzt das Lied für seine „Anmut und Eleganz“. Sarah Shetty von Slate nannte Shades of Cool eine „wunderschöne, grüblerische Rückkehr zur früheren Del Rey“ und vergleicht es positiv mit ihrer vorangegangenen Single West Coast.

## Kommerzieller Erfolg

### Chartplatzierungen
Shades of Cool erreichte in der Schweiz Rang 43 der Singlecharts und konnte sich eine Wochen in den Charts platzieren. In den Vereinigten Staaten erreichte die Single ebenfalls in einer Chartwoche Rang 79 der Billboard Hot 100. Für Del Rey als Interpretin ist dies der zehnte Charterfolg in der Schweiz sowie der fünfte in den Vereinigten Staaten. In ihrer Autorentätigkeit ist es der neunte Charterfolg in der Schweiz sowie der fünfte in den Vereinigten Staaten.
| ChartsChartplatzierungen       | Höchstplatzierung | Wochen |
| ------------------------------ | ----------------- | ------ |
| Schweiz (IFPI)                 | 43 (1 Wo.)        | 1      |
| Vereinigte Staaten (Billboard) | 79 (1 Wo.)        | 1      |

### Auszeichnungen für Musikverkäufe
Am 24. November 2021, sieben Jahre nach der Erstveröffentlichung, wurde Shades of Cool mit einer Goldenen Schallplatte für 500.000 verkaufte Einheiten in den Vereinigten Staaten ausgezeichnet.

| Land/Region               | Auszeichnungen für Musikverkäufe (Land/Region, Auszeichnung, Verkäufe) | Verkäufe |
| ------------------------- | ---------------------------------------------------------------------- | -------- |
| Australien (ARIA)         | Gold                                                                   | 35.000   |
| Brasilien (PMB)           | Platin                                                                 | 60.000   |
| Vereinigte Staaten (RIAA) | Gold                                                                   | 500.000  |
| Insgesamt                 | 2× Gold · 1× Platin ·                                                  | 595.000  |

Hauptartikel: Lana Del Rey/Auszeichnungen für Musikverkäufe